# Bataille de Chacabuco
Guerres d'indépendance en Amérique du Sud
Batailles
- Suipacha
- Las Piedras
- Huaqui
- Tucumán
- Cerrito
- Salta
- Campagne Admirable
- Ayohuma
- Buceo
- La Puerta (1814)
- Rancagua
- Sipe-Sipe
- Carthagène
- Chacabuco
- La Puerta (1818)
- Maipú
- Vargas
- Boyacá
- Valdivia
- Carabobo
- Yaguachi
- Pichincha
- Lac Maracaibo
- Junín
- Ayacucho

La bataille de Chacabuco fut livrée le 12 février 1817 dans le cadre de la Guerre d'indépendance chilienne. Elle conduisit à la défaite de la Capitainerie du Chili mise en place par le gouvernement pro-espagnol après la division de la vice-royauté du Pérou.

## Contexte

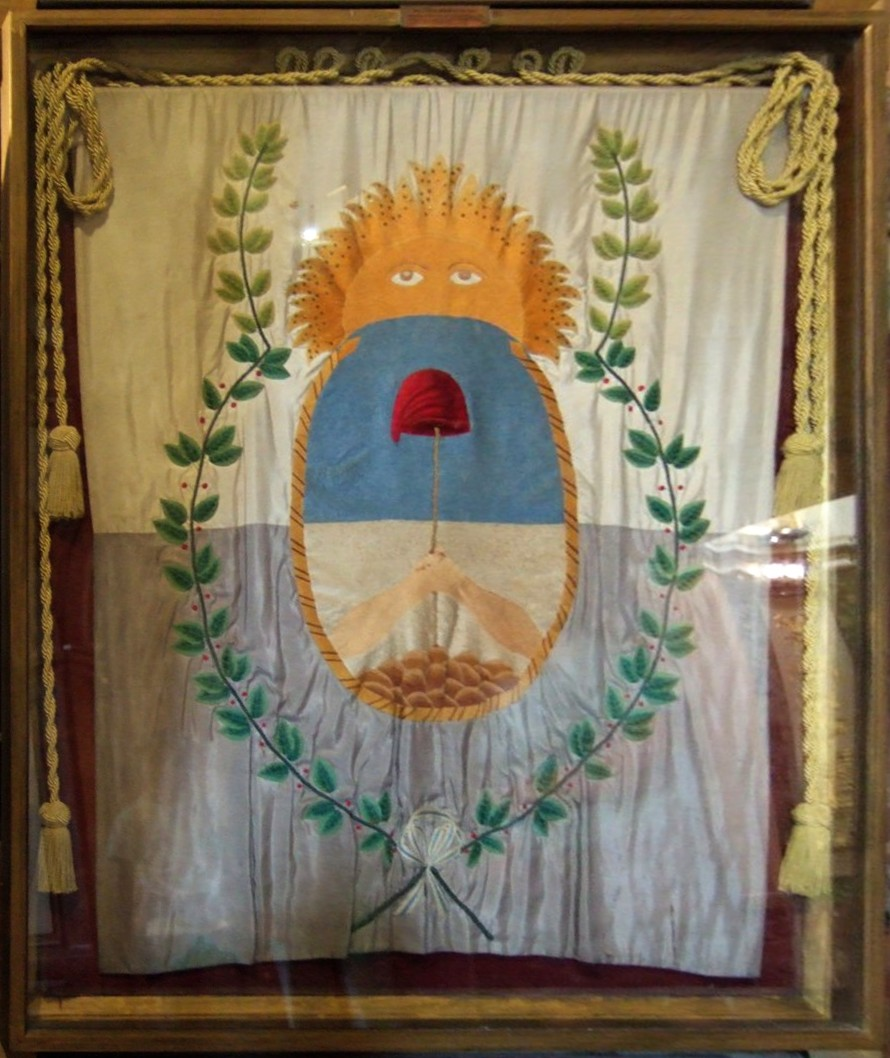
Réplique du drapeau de l'armée des Andes exposée dans la cathédrale de Buenos Aires

En 1814, après avoir joué un rôle dans l'établissement d'un congrès élu par la population argentine, José de San Martín commença à examiner la situation des autres États restés aux mains des royalistes espagnols d'Amérique du Sud. Il réalisa que la première étape consisterait à conquérir le Chili. À cette fin, il entreprit de recruter et d'équiper une armée. En un peu moins de deux ans, il réunit quelque 6 000 hommes, 1 200 chevaux et 22 canons. Le 17 janvier 1817, cette force se mit en route pour traverser les Andes afin de libérer le Chili. La planification minutieuse de sa part contraignant les forces royalistes au Chili à être déployées pour faire face à des menaces de diversion inexistantes, il entra au pays sans opposition.

## La bataille
L'Armée des Andes — nom donné à l'armée de San Martín — subit de lourdes pertes lors de la traversée de la Cordillère des Andes, perdant le tiers de ses hommes et plus de la moitié de ses chevaux. Les forces royalistes se précipitèrent au nord à leur approche et une force d'environ 1 500 hommes, menées par le brigadier Rafael Maroto, bloqua l'avance de San Martín dans la vallée dite de Chacabuco, près de Santiago. Tout ce que Maroto avait à faire était de retarder San Martín, car il savait que de nouveaux renforts royalistes approchaient sur le chemin de Santiago. San Martín le savait aussi et opta pour l'attaque pendant qu'il avait encore l'avantage du nombre.
San Martín divisa son armée en deux parties : la première, sous la direction du général Bernardo O'Higgins, eut pour mission de fixer l'attention de la force royaliste ; tandis que la seconde, sous la direction du général Soler, eut à se déplacer autour de son flanc gauche.
Malheureusement, les troupes du général Soler accumulèrent les retards ; et, comme la journée avançait, O'Higgins se trouva confronté à la majorité de l'armée royaliste dans un échange de coups de feu. Posant une action décisive (bien que désobéissant aux ordres), O'Higgins ordonna d'attaquer les lignes royalistes, dont les lignes ployèrent sous l'attaque ce qui permit à O'Higgins de s'y engouffrer. Les royalistes vaincus se replièrent dans une ferme à proximité. Dans l'intervalle, San Martín avait rallié la force d'accompagnement et la retraite des royalistes tourna en déroute.